# FOX toolkit
FOX Toolkit — крос-платформна бібліотека інструментів з відкритим вихідним кодом (ліцензія LGPL) для побудови графічного інтерфейсу користувача (GUI).
Один з найшвидших пакетів, містить велику кількість елементів GUI і підтримку OpenGL. Мова розробки — C++, існують прив'язки для Ruby, Python, Eiffel.

## Hello world!

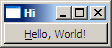

Приклад програми:
```
#include
 
"fx.h"

 

int
 
main
(
int
 
argc
,
 
char
 
*
argv
[])
 
{

  
FXApp
 
application
(
"Hello"
,
 
"FoxTest"
);

  
application
.
init
(
argc
,
 
argv
);

  
FXMainWindow
 
*
main
=
new
 
FXMainWindow
(
&
application
,
 
"Hello"
,
 
NULL
,
 
NULL
,
 
DECOR_ALL
);

  
new
 
FXButton
(
main
,
 
"&Hello, World!"
,
 
NULL
,
 
&
application
,
 
FXApp
::
ID_QUIT
);

  
application
.
create
();

  
main
->
show
(
PLACEMENT_SCREEN
);

  
return
 
application
.
run
();

}

```